# Ranunculus laetus
Ranunculus laetus Wall. ex Hook. f. & J.W. Thomson – gatunek rośliny z rodziny jaskrowatych (Ranunculaceae Juss.). Występuje na obszarze od Azji Środkowej aż po południowo-zachodnią część Chin. 

## Morfologia
PokrójBylina o lekko owłosionych pędach. Dorasta do 30–60 cm wysokości.
LiścieSą dłoniastozłożone, 3- lub 5-klapowane. Mają nerkowaty kształt. Mierzą 8–12 cm długości.
KwiatySą pojedyncze. Pojawiają się na szczytach pędów. Mają białą barwę. Dorastają do 15–20 mm średnicy. Mają 5 owalnych płatków.

## Biologia i ekologia
Rośnie w zaroślach. Występuje na wysokości od 1500 do 2700 m n.p.m. Kwitnie od kwietnia do czerwca. 